# Mary Rapp
Mary Elisabet Rapp, född 26 december 1920 i Torshälla, död 3 juni 1964 i Högalids församling, Stockholm, var en svensk skådespelare. 

## Biografi
Rapp scendebuterade 1947 på Odeonteatern och senare engagerades hon vid Casinoteatern och Scalateatern i Stockholm samt Teaterbåten i Göteborg. Hon filmdebuterade 1940 i Alf Sjöbergs Den blomstertid ...

## Filmografi (urval)
- 1940 – Den blomstertid
- 1947 – Tappa inte sugen
- 1947 – En fluga gör ingen sommar
- 1949 – Gatan
- 1950 – Åsa-Nisse på jaktstigen
- 1953 – Folket i fält
- 1954 – Två sköna juveler
- 1954 – Brudar och bollar eller Snurren i Neapel
- 1954 – En karl i köket
- 1954 – Brudar och bollar
- 1955 – Flicka i kasern
- 1956 – Sjunde himlen

## Teater

### Roller (ej komplett)
| År   | Roll        | Produktion                                                                             | Regi                      | Teater                  |
| ---- | ----------- | -------------------------------------------------------------------------------------- | ------------------------- | ----------------------- |
| 1947 | Medverkande | Nu blommar de', revy Charles Henry och Karl-Ewert                                      | Werner Ohlson             | Odeonteatern, Stockholm |
| 1947 | Medverkande | Tingel-tangel, revy Charles Henry och Karl-Ewert                                       | Werner Ohlson             | Odeonteatern, Stockholm |
| 1948 | Medverkande | Parkera här, revy Charles Henry och Karl-Ewert                                         | Werner Ohlson             | Odeonteatern, Stockholm |
| 1949 | Medverkande | Söder ställer ut, revy Kar de Mumma, Nils Perne och Sven Paddock                       | Sven Paddock Egon Larsson | Södra Teatern           |
| 1951 | Medverkande | Vi valsar igen, revy Nils Perne och Sven Paddock                                       | Sven Paddock              | Scalateatern            |
| 1952 | Medverkande | Här håller vi hus, revy Nils Perne, Sven Paddock, Lars Perne och Carl-Gustaf Lindstedt | Sven Paddock              | Scalateatern            |
| 1954 | Margareta   | Popperetten Bom Adolf Schütz, Paul Baudisch, Jules Sylvain och Gösta Rybrant           | Nils Poppe                | Vasateatern             |